# Riley 10 (1909)
La 10 è un'autovettura prodotta dalla Riley dal 1909 al 1914.
Nella gamma Riley, la 10 si posizionava tra la più piccola 9 a la più grande 12. Il modello possedeva un motore V2 a valvole laterali e raffreddato ad acqua, da 1.390 cm³ di cilindrata. Questo propulsore erogava 15 CV di potenza. La carrozzeria era torpedo a quattro posti. Similmente alla 9, ed a differenza di molti modelli contemporanei, la 10 aveva le ruote asportabili, e ciò facilitava notevolmente le operazioni del cambio degli pneumatici. Il telaio pesava 584 kg.
Il modello è stato offerto fino al 1914, cioè fino allo scoppio della prima guerra mondiale. Dopo il conflitto è stato sostituito dalla 10.8.